# Орора (Индијана)
Орора (енгл. Aurora) град је у америчкој савезној држави Индијана.

## Демографија
По попису из 2010. године број становника је 3.750, што је 215 (-5,4%) становника мање него 2000. године.
| Група             | 2000.         | 2010.         |
| Белци             | 3.895 (98,2%) | 3.621 (96,6%) |
| Афроамериканци    | 4 (0,1%)      | 20 (0,5%)     |
| Азијати           | 6 (0,2%)      | 13 (0,3%)     |
| Хиспаноамериканци | 24 (0,6%)     | 58 (1,5%)     |
| Укупно            | 3.965         | 3.750         |